# Susanne Rauchhaus
Susanne Rauchhaus (* 14. Februar 1967 in Nordrhein-Westfalen) ist eine deutsche Schriftstellerin und Lektorin. Einige ihrer Bücher erschienen unter ihrem Mädchennamen Susanne Mittag.

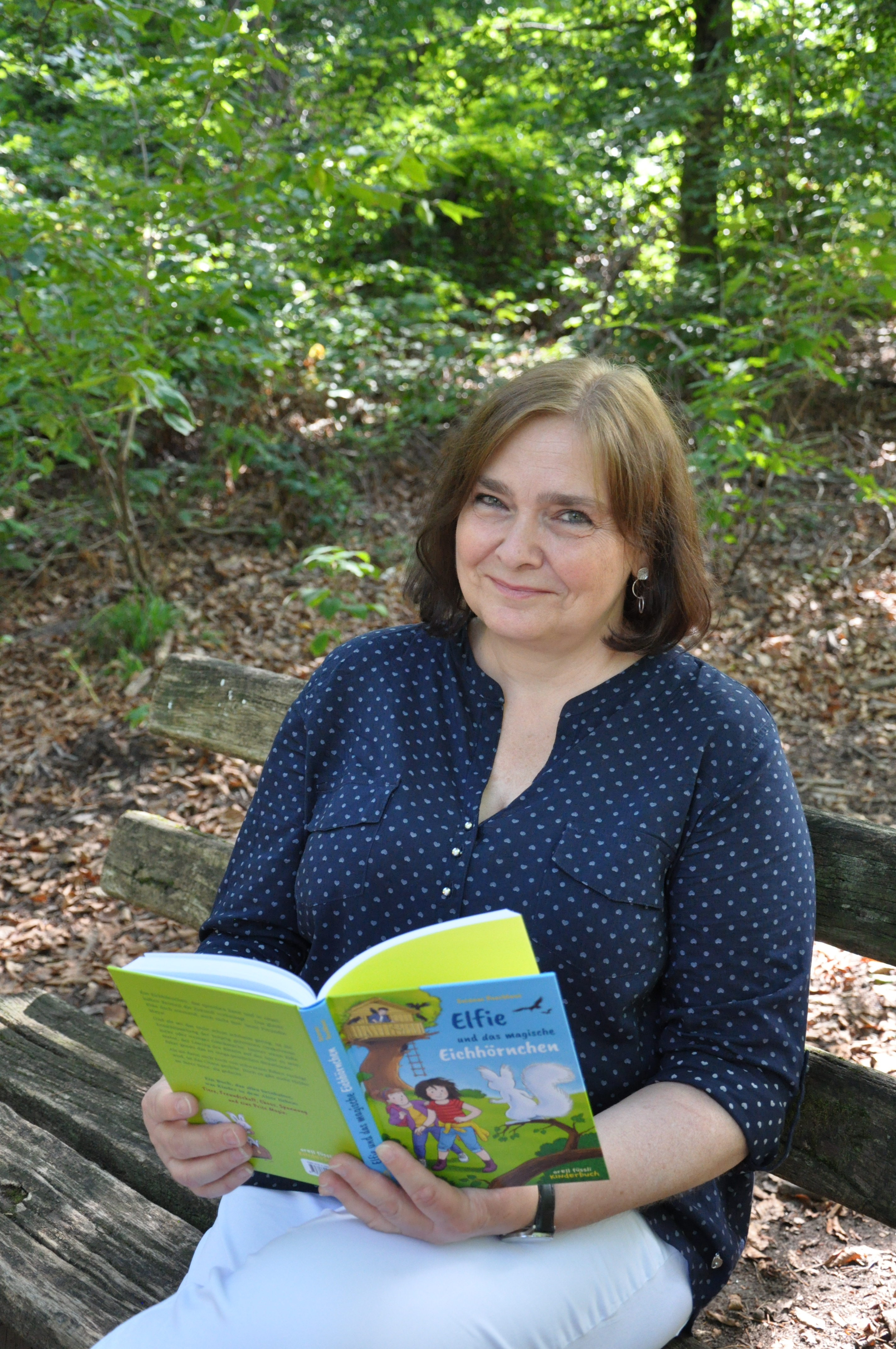
Susanne Rauchhaus

## Leben
Nach den Diplomen als Europa-Sekretärin (Würzburger Dolmetscherschule) und als Werbetexterin (KAH) arbeitete Susanne Rauchhaus u. a. in einer Hamburger Werbeagentur und in der Redaktion einer Fachzeitschrift. Ihr Hobby war schon immer das Schreiben, und so veröffentlichte sie ab 2001 Kurzgeschichten und Glossen in verschiedenen Zeitschriften. 2008 machte sie ihr Hobby zum Beruf. Seitdem veröffentlicht sie Kinder- und Jugendbücher für verschiedene Altersgruppen, z. B. bei Ueberreuter, Ravensburger, Orell Füssli und den S. Fischer Verlag und bietet u. a. Lesungen über den Friedrich-Bödecker-Kreis Baden-Württemberg an.
Seit 2022 ist sie auch als Lektorin, Korrektorin und Schreibcoach tätig. Außerdem ist sie Mitglied bei den Neckarautoren. Sie lebt mit ihrem Mann und ihrem Sohn in der Nähe von Stuttgart.

## Veröffentlichungen

### Kinderbücher, Jugendbücher
- Der Hexenspiegel, Ueberreuter, 2008
- Die Übersinnlichen, Ueberreuter, 2009
- Schattenwesen, Ueberreuter, 2010
- Die Messertänzerin, Ueberreuter, 2011
- Melina und die vergessene Magie, Ueberreuter, 2011
- Sternenkraut, Ueberreuter, 2011
- Die Geisterverschwörung, Ueberreuter, 2013
- Game Over – Wir retten die Welt, Ravensburger, 2017
- Die Reise der Eisprinzessin, S. Fischer Verlag / Duden, 2017
- Elfie und das magische Eichhörnchen, Orell Füssli, 2020
- Das fantastische Geburtstagsauto, S. Fischer Verlag / Duden, 2022

### In Anthologien
- Verfluchter Schnee in Wolfgang Hohlbeins Fantastische Weihnachten, Ueberreuter 2006
- Pappenheimer in Neue Weihnachtsgeschichten zum Vorlesen, Bibelwerk Verlag 2022